# Lili Marleen

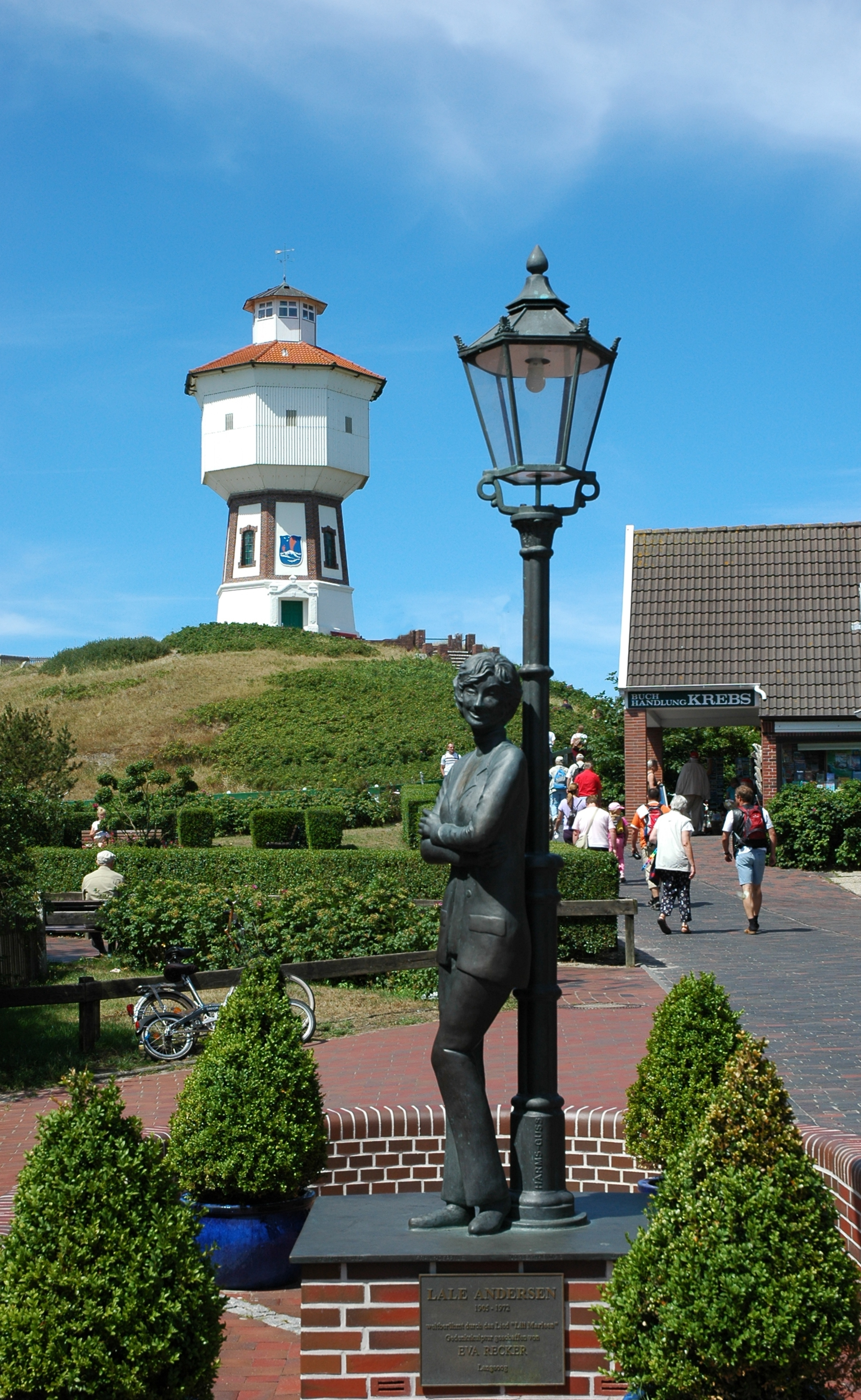
Standbeeld op Langeoog van Lale Andersen die tegen een lantaarnpaal leunt, net als Lili Marleen in het lied dat zij vertolkte

Lili Marleen (in de Engelse versie: Lili Marlene) is een lied waarvan de tekst in 1915 werd geschreven door de Duitse soldaat Hans Leip, ontleend aan het gedicht Das Lied eines jungen Soldaten auf der Wacht. Het lied, in 1939 getoonzet door Norbert Schulz en opgenomen door Lale Andersen, werd pas een grote hit toen het vanaf 1941 dagelijks op een vast tijdstip werd gedraaid door radio Belgrado voor Duitse soldaten aan het Afrikaanse front. De geallieerde troepen konden ook afstemmen op radio Belgrado en hadden al snel in de gaten dat het lied ook in de eigen gelederen in goede aarde viel.. Daarna is het nummer vaak gecoverd, onder meer door Marlene Dietrich.

## Inhoud
In Leips gedicht mijmert een soldaat over zijn liefje Lili Marleen, dat buiten de kazerne steevast bij een lantaarn op hem wachtte. Naarmate de tekst vordert blijkt dat de soldaat inmiddels van de kazerne naar het slagveld is verhuisd. Hij vraagt zich in de refreinregels af op welke soldaat Lili Marleen nu bij de lantaarn wacht. In het laatste couplet laat Lili's verliefde mond de soldaat 's avonds uit de aarde opstijgen, waarna hij ronddwaalt bij de lantaarn waar hij haar ooit ontmoette. Of met de aarde een loopgraaf wordt bedoeld waaruit de verlangende gedachten van de soldaat opstijgen, of een soldatengraf waaruit zijn geest opstijgt, blijft onduidelijk.

## Geschiedenis
Hans Leip schreef het gedicht in de nacht van 3 op 4 april in de Maikäferkaserne in Berlijn voor hij naar het Russische front vertrok. Hij schreef slechts de eerste drie strofen, waarvoor hij tevens de melodie componeerde. Deze oorspronkelijke versie werd overigens pas voor het eerst in 2014 ten gehore gebracht. De laatste twee strofen werden aan het vers toegevoegd in 1937 in zijn dichtbundel "Die kleine Hafenorgel" .
Lili was de naam van zijn vriendin.
Marleen was mogelijk een verpleegster van wie Leip onder de indruk was geraakt. 
Norbert Schultze, een al succesvol toondichter door Goebels geëngageerd, werd in 1938 op het gedicht geattendeerd en zette het in 1939 op muziek. Lale Andersen nam het lied op. Lange tijd lag de opname in een kast in Wenen en kwam vervolgens met een lading platen mee naar radio Belgrado. In de zomer van 1941 gebruikte een Duitse korporaal de opname in een radioprogramma voor de troepen in Afrika. Dat werd een succes, zelfs de Australiërs die het in het belegerde Tobroek uit het kamp van hun tegenstanders hoorden galmen, riepen luidkeels om de radio harder te zetten.
De BBC besloot om er een Engelse versie van te maken, geschreven door Tommy Connor en gezongen door Anne Shelton. Ze besloten het lied wel te kuisen: de oorspronkelijke Lili is een soldatenmeid die onder een straatlantaarn bij de grote poort van de kazerne op haar vrijer staat te wachten. In de Engelse versie is zij een beschaafd meisje dat op haar geliefde wacht. Ook het ietwat sinistere einde van het origineel is in de Engelse versie wat lichter verteerbaar.
Gedurende de hele oorlog was het lied zeer populair bij soldaten aan beide zijden van het front. Het is bekend dat Joseph Goebbels Lili Marleen 'onpatriottisch' vond. Goebbels had een hekel aan het lied, omdat het morbide, neerslachtige karakter van de laatste twee strofen zich slecht verhield tot het nationaalsocialistische beeld van de Duitse man/soldaat; Goebbels zou het een lijk van een smartlap hebben genoemd. De Duitse soldaten maalden daar niet om, voor hen was het een liefdeslied. Wel morbide te noemen valt dat het lied afgespeeld werd tijdens executies van burgers in de oostelijke gebieden.
Er bestaan veel parodieën van het lied van veelal schimpende aard vanwege de beroerde omstandigheden van het soldatenleven tijdens de oorlog: volksliederarchiv.de/liedergeschichten/lili-marleen/

## Andere talen
Het lied is naast het Engels nog in diverse andere talen vertaald. Zo is er ook een berijmde, metrische Nederlandse vertaling.

## In populaire cultuur
- In de eerste druk van het Suske en Wiskealbum De ringelingschat (1952) zong Tante Sidonia oorspronkelijk Lili Marleen om een woedend publiek te ontroeren. In de herdrukken veranderde men haar lied naar haar signatuurlied Het hutje aan de Zee.
- In 1976 zong Pierre Kartner als 'Vader Abraham' met Mieke het carnavalslied het leger van werkelozen. De melodie had Kartner grotendeels ontleend aan Lili Marleen. Toen Schulze en Leip hier in 1977 kennis van namen vonden ze dat Kartner hun lied omlaag had gehaald en eisten ze in kort geding een verbod op verdere openbaarmaking.[2] Ook eisten ze alle inkomsten op.[3]
- In 1981 verscheen onder de gelijknamige titel een West-Duitse film, geregisseerd door Rainer Werner Fassbinder.
- Het lied inspireerde ook de titel van de Vlaamse sitcom Lili en Marleen, waarvan de eerste afleveringen zich in de Tweede Wereldoorlog afspeelden.
- Uitvoering in 2014 van de oorspronkelijke compositie van Hans Leip door Die Grenzgänger in hun bekroonde album "Maikäfer Flieg": volksliederarchiv.de/liedergeschichten/lili-marleen/

## NPO Radio 2 Top 2000
| Nummer met noteringen in de NPO Radio 2 Top 2000 | '99 | '00  | '01  | '02  | '03 | '04  | '05  | '06-'07 | '08  |
| ------------------------------------------------ | --- | ---- | ---- | ---- | --- | ---- | ---- | ------- | ---- |
| Lili Marleen (Marlene Dietrich)                  | 984 | 1111 | 1480 | 1362 | 861 | 1671 | 1310 | -       | 1964 |

1. ↑  Een '-' betekent dat het nummer niet was genoteerd en een vetgedrukt getal geeft de hoogste notering aan.
2. ↑  Deze tabel is bijgewerkt tot en met de meest recente editie (2024).